# Samson og Sally
|  | For Bent Hallers bog af samme navn, se Samson og Sally (Bog) |
Samson & Sally er en dansk tegnefilm fra 1984. Filmen er lavet af Atlantis film. Filmen er instrueret af Jannik Hastrup. Musik af Fuzzy.

## Handling
Historien er frit lavet efter Bent Hallers bog Kaskelotternes sang og handler om de to hvalunger Samson og Sally. Samson er hvid ligesom gamle Moby Dick. Og selv om Samson er en bangebuks er han meget interesseret i eventyret om Moby Dick. Men Samson tror på at Moby Dick findes et eller andet sted. Sally er en sød og lille fornuftig pige som pludselig optages i Samsons flok efter at hendes mor dræbes af hvalfangere.

## Roller
- Jesper Klein ... Samson
- Helle Hertz ... Sally
- Per Pallesen ... Måge
- Bodil Udsen ... Samsons Mor
- Poul Thomsen ... Samsons Far
- Kirsten Peüliche ... Delfin
- Berthe Qvistgaard ... Skildpadde
- Claus Ryskjær ... Bardehval
- Preben Neergaard ... Moby Dick
- Ole Ernst ... Hvalfanger